# Bulletin du Bibliophile
Das Bulletin du Bibliophile ist eine der ältesten buch- und bibliothekswissenschaftlichen Fachzeitschriften mit Schwerpunkt auf der Bibliophilie.
Die Zeitschrift wurde 1834 durch den Pariser Antiquar Jacques Joseph Techener (1802–1873) gegründet. Zuerst war sie nur als Katalog gedacht, wandelte sich jedoch durch die bibliographischen Notizen und Leitartikel von Charles Nodier schnell in eine Zeitschrift. Von 1858 bis 1968 trug sie den Titel Bulletin du Bibliophile et du Bibliothécaire. Die halbjährlich publizierte Zeitschrift erscheint unter der Schirmherrschaft der Association Internationale de Bibliophilie (A.I.B.).